# Малая Горка (Ростовская область)
Ма́лая Го́рка — посёлок в Мартыновском районе Ростовской области.
Входит в состав Зеленолугского сельского поселения.

## История
Указом Президиума Верховного Совета РСФСР от 24 февраля 1988 года Посёлку центральной усадьбы винсовхоза «Волгодонской» № 3 присвоено наименование Малая Горка.

## Население
| 2010 |
| ---- |
| 977  |

## Улицы
| - ул. Виноградная, - пер. Восточный, - ул. Комсомольская, - ул. Мира, | - ул. Молодёжная, - ул. Садовая, - ул. Социалистическая, - пер. Строительный. |